# Parlamento Valón
El Parlamento de Valonia, llamado antes Consejo Regional Valón, ejerce las competencias legislativas de la Región Valona.
Este parlamento está compuesto por 75 diputados.

## Competencias
Emite decretos con carácter de ley. Ratifica los tratados firmados por la región o por Bélgica que necesitan su aprobación como es el caso del Tratado de Lisboa de 2009, en el ámbito de la de la Unión Europea.

## Composición actual
| Partido político | Partido político                                                  | Ideología                                | Votos   | Escaños | +/- |
| ---------------- | ----------------------------------------------------------------- | ---------------------------------------- | ------- | ------- | --- |
|                  | Partido Socialista Parti Socialiste (PS)                          | Socialdemocracia Socialismo democrático  | 532.422 | 23      | -7  |
|                  | Movimiento Reformador Mouvement réformateur (MR)                  | Liberalismo Reformismo                   | 435.878 | 20      | -5  |
|                  | Ecolo                                                             | Política verde Ecologismo                | 294.631 | 12      | +8  |
|                  | Partido del Trabajo de Bélgica Parti du Travail de Belgique (PTB) | Marxismo Unionismo                       | 278.343 | 10      | +8  |
|                  | Los Comprometidos Centre Démocrate Humaniste (CDH)                | Democracia cristiana Humanismo cristiano | 223.775 | 10      | -3  |